# Франжоли, Людмила Тимофеевна
Людми́ла Тимофе́евна Франжо́ли (или Франжоли́) (23 июля 1896, Вятка — 12 июня 1992, Ирбит, Свердловская область) — актриса провинциальной сцены. Дочь революционеров-народников Т. А. Франжоли и М. А. Франжоли, сестра революционера и журналиста Владимира Франжоли. Племянница революционеров Андрея Франжоли, Николая Франжоли и Дмитрия Франжоли.
Училась на Стебутовских высших женских сельскохозяйственных курсах в Петрограде. Там же обучалась актёрскому мастерству в Художественно-драматической школе В. П. Василёва. Впоследствии играла в Вятке, Костроме, Ростове, Рыбинске, Ярославле, Пошехонье, Перми, Невьянске, Ирбите. В Пошехонье актриса познакомилась с юным А. И. Райкиным. В театрах играла как драматические, так и комедийные роли. В конце своей шестидесятидвухлетней театральной карьеры с успехом исполняла роли хара́ктерных старух.
Согласно семейным преданиям, озвученным Людмилой Франжоли, херсонский род Франжоли вёл своё начало от итальянского гарибальдийца родом из Триеста, эмигрировавшего в Россию от преследования австро-венгерских властей.

## Биография
Будущая актриса родилась в Вятке в семье политических ссыльных Тимофея Афанасьевича и Марии Анисимовны Франжоли. Самая младшая, она была не первым ребёнком в семье, носящим имя Людмила, Людмилой также звалась первая дочь Тимофея Франжоли, родившаяся в 1879 году и приехавшая с родителями в вятскую ссылку из Херсона. Старшая Людмила Франжоли умерла от плеврита в середине 1880-х годов. Кроме Людмилы, в семье росли братья Николай, Владимир и Виктор, сёстры Нина и Надежда.
Интерес к театру у девочки проявился в детстве, она вспоминала об этом так:

Сценой я заболела лет с восьми, ещё до гимназии. Меня повели в театр. Шла мелодрама, очень сентиментальная, называлась «Материнское благословение»— Сергей Гамов, «Перешагнув судьбы экватор…»
Затем, обучаясь в вятской гимназии, Людмила посещала самодеятельный драмкружок. В 1914 году она уехала в Петроград учиться на высших женских сельскохозяйственных курсах имени И. Д. Стебута. Позднее Людмила Тимофеевна вспоминала, что одновременно тайком от родителей посещала художественно-драматическую школу В. П. Василёва. Возможно, память её подвела, потому что режиссёр и артист театра Попечительства о народной трезвости при Народном доме Николая II В. П. Василёв открыл свою двухгодичную школу лишь с 1 сентября 1916 года, но ни отца, ни матери к тому времени уже не было в живых. Во время революции Л. Т. Франжоли была вынуждена покинуть Петроград, не окончив театральные курсы, поскольку художественно-драматическая школа из столицы переместилась в Сибирь. Летом 1917 года она вернулась в Вятку и работала там в Красноармейском клубе, театральным коллективом которого руководил В. Н. Крамольников, режиссёр и актёр городского Драматического театра.

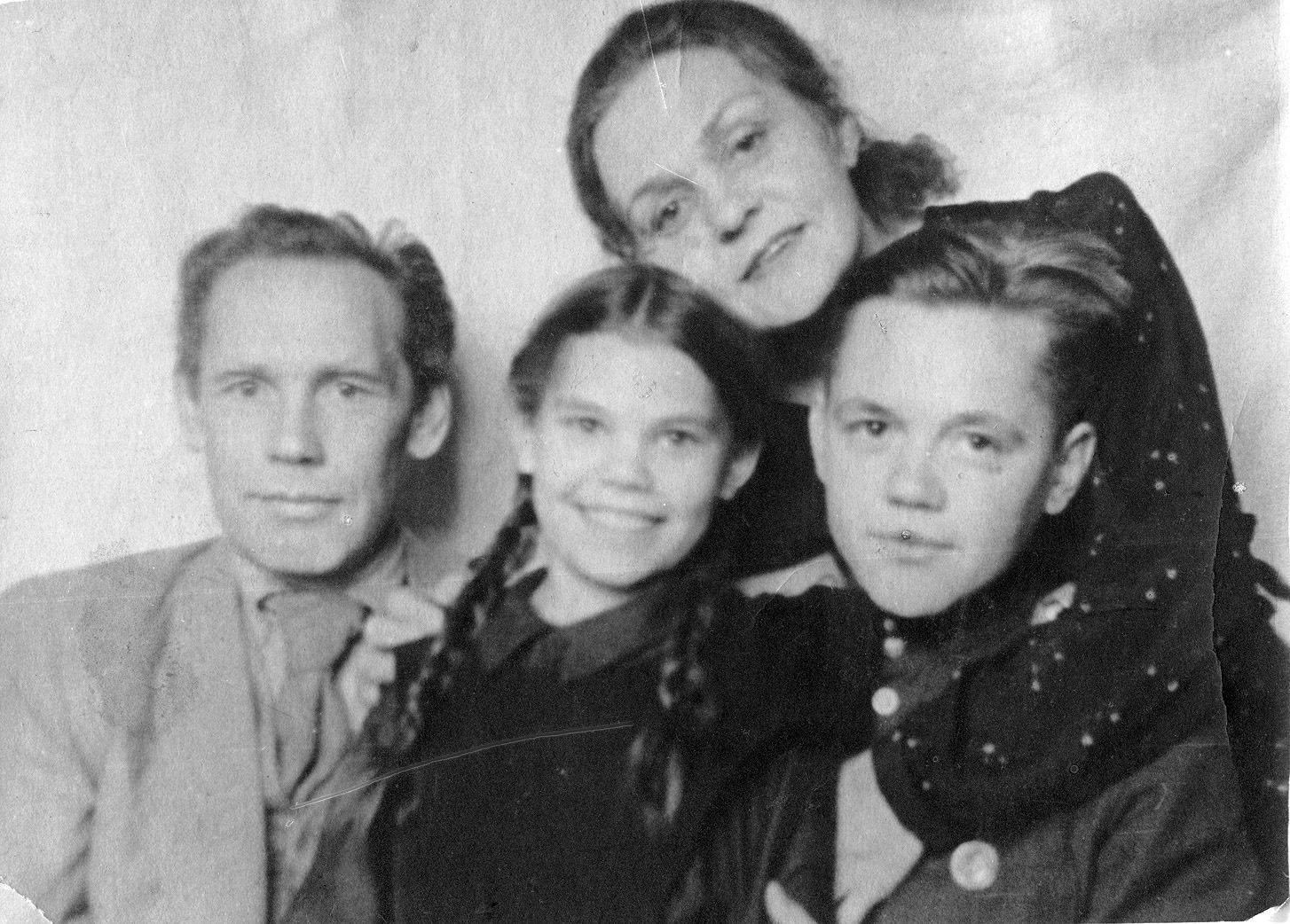
Н. Н. Кудрявцев, Л. Т. Франжоли с дочерью Ольгой и сыном Олегом Свешниковым. Ок. 1940 г. Пошехонье (?)

Кроме участия в театральной самодеятельности, Людмила работала агентом на сельскохозяйственной переписи населения 1917 года, ходила по деревням, общалась с крестьянами, близко познакомилась с жизнью села. Помимо этого, участвовала в деятельности Вятской окружной комиссии по делам о выборах во Всероссийское учредительное собрание, поддержав эсеровский партийный список кандидатов. С февраля 1920 года профессионально работала на театральной сцене, но братья и сёстры не разделяли её увлечение театром. Брат Николай был погружён в хозяйственные заботы, он был наследником отцовской кондитерской фабрики, братья Владимир и Виктор, сестра Нина были участниками революционных событий на стороне РСДРП и партии социалистов-революционеров. Впоследствии Людмила Тимофеевна работала на сценах Перми, Костромы, Ростова, Рыбинска, Ярославля, Пошехонья (там она проработала 19 лет).
В Пошехонье Людмила познакомилась с артистом Пошехоно-Володарского театра Николаем Николаевичем Кудрявцевым и вышла за него замуж, сохранив для театра фамилию родителей, родила сына и дочь. Там же, в Пошехонье, в 1930-е годы она познакомилась с молодым Аркадием Райкиным. Детали этого знакомства выглядят не совсем правдоподобными. Так, Аркадий Исаакович, по рассказу Ольги Николаевны Матусевич — дочери Людмилы Тимофеевны, был выслан в Пошехонье на поселение за политические взгляды, что опять таки противоречит общеизвестным фактам — А. И. Райкин в действительности не подвергался никаким политическим репрессиям. После амнистии Райкина и его последующего отъезда в Ленинград их знакомство прекратилось. С 1947 года Людмила Франжоли работала в труппе Невьянского драматического театра до его закрытия, с 1950 года — в Ирбитском драматическом театре, в последнем она была до 1980 года, где выступала в драматических и комедийных ролях (часто вместе с мужем). Начиная с 1966 года Ирбитский горисполком ходатайствовал о присвоении звания «заслуженная артистка РСФСР», но звание так и не было присвоено.
Репертуар артистки состоял как из драматических, так и комедийных ролей в классических пьесах А. Н. Островского, Н. В. Гоголя, А. С. Пушкина, М. Ю. Лермонтова, Л. Н. Толстого, Ф. Шиллера, У. Шекспира и в пьесах советских авторов (Максим Горький, Борис Лавренёв, Виктор Розов, Михаил Шатров). Героинями Франжоли были и салонные дамы, и бытовые персонажи-простушки, в конце жизни весьма возрастные, поскольку на сцене она играла в течение 62 лет и вынуждена была покинуть театр в 84 года. В уральской журналистике за ней закрепился эпитет «легендарной старухи», запомнившейся зрителям колоритными образами Матрёны, Марьи, Фёклы, Агафьи, Мавры и тому подобными ролями из амплуа хара́ктерных театральных старух.
Л. Т. Франжоли скончалась 12 июня 1992 года в Ирбите. Директор Ирбитского драматического театр имени А. Н. Островского Борис Григорьевич Гинзбург сам изготовил крест на могилу легендарной актрисы.

## История семьи

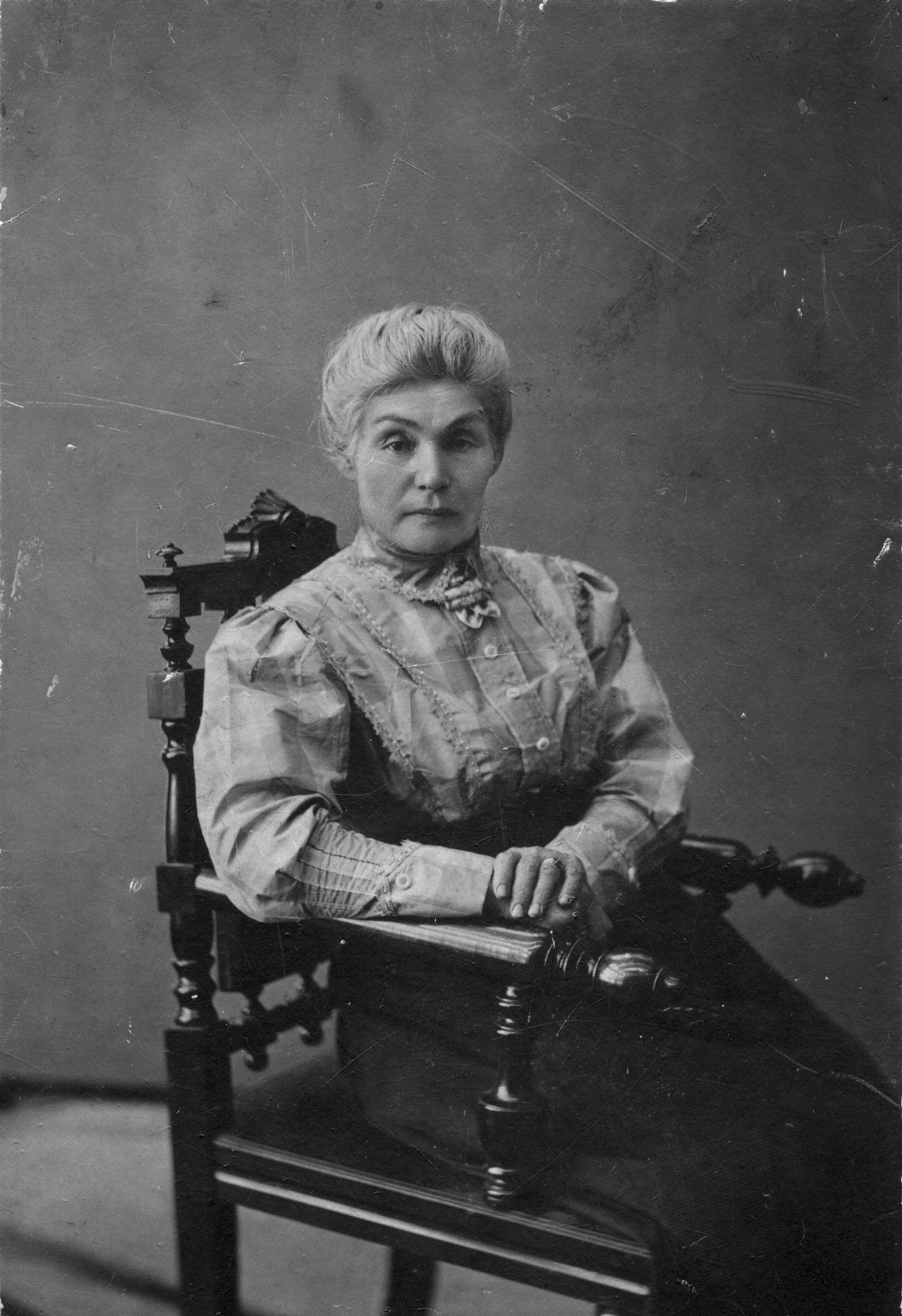
Мать Мария Анисимовна Франжоли. Фото М. А. Шиляева

Из не во всём достоверных воспоминаний Л. Т. Франжоли и её дочери Ольги следует, что дед Афанасий Франжоли был не херсонским купцом, а итальянским рыбаком, примкнувшим к гарибальдийцам. В конце 1860-х годов рассеянные остатки отрядов Джузеппе Гарибальди искали убежища в соседних с Италией странах. Афанасий Франжоли, первоначально вместе с семьёй обосновавшийся в Триесте, вынужден был спасаться от папской власти на Балканах. Будучи раненым, он погрузил всю семью на повстанческое судно и через Албанию и Македонию отправился в Крым, по дороге, чтобы не умереть с голоду, занимаясь пиратством. После этого он скитался по городам юга России.

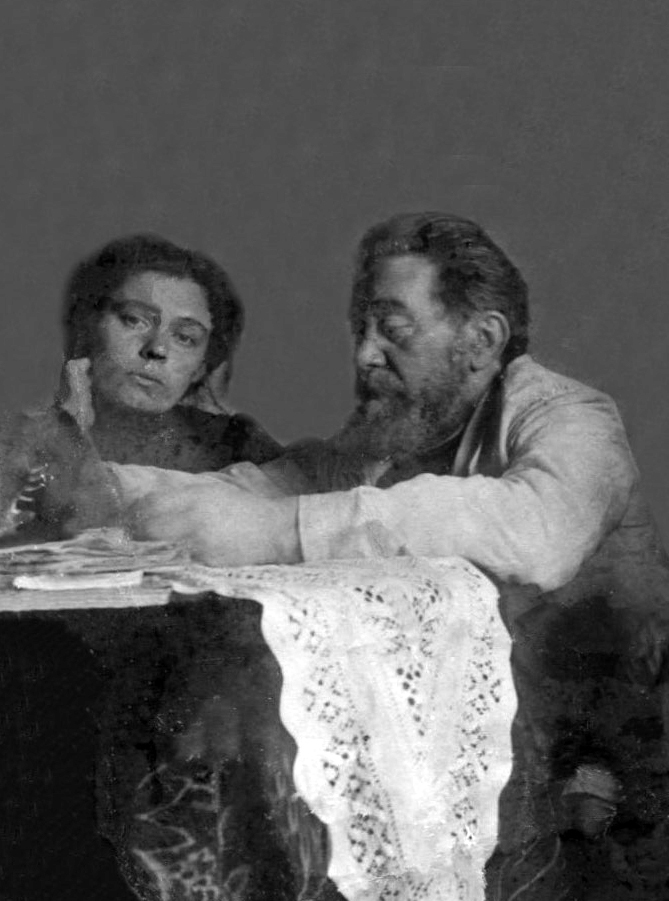
Отец Тимофей Франжоли с дочерью Ниной — сестрой Людмилы

Факт «гарибальдийского» происхождения деда Афанасия Дмитриевича Франжоли попал в литературу. Впервые об этом написал ленинградский писатель В. Н. Дружинин, взявший в 1970-е годы интервью у старшей сестры Людмилы Франжоли — Нины Тимофеевны Тугариновой (1885—1976). В 1982 году он опубликовал очерк «Семья гарибальдийца» в журнале «Нева». Кировский историк-архивист Р. С. Шиляева подхватила эту легенду и повторила её в 1990 году. Однако этой версии противоречит тот факт, что все братья Франжоли к 1870 году уже родились в России: Андрей (1848), Тимофей (1854), Николай (1856) и Дмитрий (1863). На самом деле прадед Людмилы Дмитрий Франжоли мог эмигрировать из Триеста не ранее начала 1800-х годов, а более ранний предок Фёдор (Фридрих) — лишь в конце XVIII столетия, когда молодой Херсон лишь начал заселяться эмигрантами со всей Европы и Ближнего Востока.
Людмила Тимофеевна, видимо, недостаточно точно знала биографию дяди Андрея Афанасьевича Франжоли, потому что упоминала его участие в покушении на убийство императора Александра III, хотя Андрей Франжоли был замешан в убийстве императора Александра II. Также неверно её указание на ссылку А. А. Франжоли в Сибирь, на самом деле, он был сослан в Вологодскую губернию.

## Отзывы
Отзывы об актрисе представлены преимущественно благожелательными оценками уральских журналистов:

«Л. Франжоли играет старую няньку, роль невелика по объёму, но зритель прежде всего запоминает старуху Мосевну. Артистка показала мастерство, удивительное проникновение в сущность образа и предельную реалистическую выразительность». — И. Петрова, журналист ирбитской районной газеты «Коммунар».

«О её умении владеть голосом, который отличался от других удивительной хрипотцой, можно говорить особо. Он покорял зрителя своей выразительностью, певучестью и полнотой тончайших оттенков и способен был передать любое движение чувств. А её непредсказуемый пластический рисунок явно выбивался из привычного актёрского набора штампов и поэтому обусловливал совершенно особое положение актрисы в любом спектакле.» — С. С. Вялкова.

«Доброжелательная к людям, предельно требовательная к себе, постоянно нацеленная на работу, открытая и честная в своих суждениях, Людмила Тимофеевна является совестью нашего театра, его гордостью. Яркий и самобытный талант актрисы 28 лет радует ирбитчан. Такие роли как, Юрская из спектакля „Тревога“, Клавдия Васильевна — „В поисках радости“, […], тётя Надя — „Мои надежды“, […] получили призвание широких зрительских кругов». — ирбитская районная газета «Восход».

«И над всем этим — протяжный низкий голос с хрипотцой, и её лицо — такое светлое, словно тысячи прожекторов освещают его, разглаживая лучики морщинок… …Впервые я услышал о ней в Москве.

— Ты из Свердловска? — переспросили меня. — О! У вас там, в Ирбите, такая легендарная старуха живет!.. „Легендарная старуха“! […] 

Нет, не увидел я ни старческой немощи, ни скорбной безысходности. И запах нафталина не ударил мне в нос. Вот те на! Легенда?! Такая живая и близкая, словно мы давно знакомы. […] Слушал я Людмилу Тимофеевну и поражался её памяти… Она вспоминала 1914 год, начало Первой мировой войны, потом февраль 1917-го. В тот вечер из школы никого не выпускали, а она так тревожилась за молодого человека, в которого была влюблена. Жил он далеко, денег на извозчика не было, так и пошла пешком ночью через весь революционный Петроград. […]
Сколько же пришлось пережить ей, не обременённой званиями, почестями и славой провинциальной актрисе с необычной фамилией Франжоли! Как же удалось ей пронести через долгую жизнь свой крест и свою веру?! Вот в чём её загадка. И — легенда…» — Сергей Гамов.

## Избранные роли
1950—1951
- «Девушка с гор» или «Трембита» В. Масса, М. Червинского, реж. А. Киссельгоф — Гафия Валевчук
- «Калиновая роща» А. Корнейчука, реж. А. Киссельгоф — Наталья Ковщик
- «За горизонтом» И. Гайдаенко и И. Беркуна — Буфетчица Панкратьевна
- «Разлом» Б. Лавренёва, реж. А. Киссельгоф — Берсенева

1951—1952
- «Потерянный дом» С. Михалкова, реж. А. Киссельгоф — Ксения Ерошина
- «Женитьба», Н. Гоголя, реж. Л. Векслер
- «Хижина дяди Тома» А. Бруштейн, реж. А. Киссельгоф — Хлоя, жена Гордона
- «Западная граница» И. Прута, Н. Шпанова, реж. А. Киссельгоф — Александра Рыбко
- «Вас вызывает Таймыр» К. Исаева, А. Галича, реж. А. Киссельгоф — Кирпичникова
- «Тревога» или «Земной рай» О. Васильева, реж. А. Киссельгоф — Райна, жена
- «Не всё коту масленица» А. Островского, реж. И. Эльский — Круглова

1952—1953
- «Иван да Марья» В. Гольдфельда, реж. В. Куликов — Мамушка
- «Девицы-красавицы» А. Симукова, реж. В. Куликов — Полина, жена мастера отделения
- «Сильные духом» Д. Медведева, реж. А. Киссельгоф — Партизанка
- «Васса Железнова» М. Горького, реж. В. Куликов — Анна

1953—1954
- «Сердце не камень» А. Островского, реж. А. Киссельгоф — Наталья Панфиловна, жена Холымова
- «Кряжевы» В. Лаврентьева, реж. А. Киссельгоф — Хозяйка
- «Варвара Волкова» А. Софронова, реж. А. Киссельгоф — Мать Николая Волкова
- «Опасный перекрёсток» М. Маклярского, А. Спешнева, реж. В. Куликов — Элизабет Харвуд
- «Женитьба Белугина» А. Н. Островского, реж. В. Куликов — Настасья Петровна, жена
- «Ухабы» В. Пистоленко, реж. В. Куликов — Мария Николаевна, жена академика

1954—1955
- «Золотопромышленники» по роману Д. Мамина-Сибиряка «Золото» — Старуха Мосевна, нянька

1955—1956
- «Хрустальный ключ» Е. Бондаревой, реж. В. Куликов — Таисья Михайловна, жена директора совхоза
- «Последние» М. Горького, реж. В. Куликов — Госпожа Соколова
- «Ошибка Анны» М. Маклярского, Д. Холендро, реж. Д. Левин и С. Дудкин — Лидия Романовна, тёща
- «Доктор философии» Б. Нушича, реж. В. Куликов — Драга
- «Первая весна» Г. Николаевой, С. Радзинского, реж. Н. Галин — Пелагея Семёновна

1956—1957
- «Оптимистическая трагедия» В. Вишневского, реж. Н. Галин — Старая женщина
- «Деньги» А. Софронова, реж. С. Дудкин — Прасковья Филипповна Шарабай
- «Чёртова мельница» И. Шток, реж. Н. Галин — Королева

1957—1958
- «Первая конная» Героическая эпопея в 4-х циклах, с прологом и эпилогом В. Вишневского, реж. Н. Галин
- «Последняя жертва» А. Островского, реж. С. Дудкин — Михеевна
- «Беспокойная старость» Л. Рахманова, реж. Василий Голубев — Мария Львовна, жена Полежаева
- «Запутанный узел» Л. Шейнина, реж. С. Дудкин — Екатерина Ивановна, жена
- «Факир на час» В. Дыховичного, М. Слободского, реж. Н. Галин — Васильевна, уборщица

1958—1959
- «Таланты и поклонники» А. Островского, реж. Анатолий Иконников — Домна Пантелеевна
- «Шестеро любимых» А. Арбузова, реж. Василий Кайгородов — Савишна, уборщица при МТС
- «Дали неоглядные», Н. Вирта, реж. Н. Галин — Марфа
- «Битва в пути» Г. Николаевой, С. Радзинского, реж. Н. Галин — Потапова
- «Бесприданница» А. Островского, реж. Василий Кайгорордов — Ефросинья Потаповна, тётка Карандышева
- «Блудный сын» Э. Раннета, реж. Н. Кручинин — Лэнна Туйск, пенсионерка
- «Зыковы» М. Горького, реж. Василий Кайгородов — Целованьева
- «Анжело» В. Гюго, реж. Василий Кайгородов — Раджинелла

1959—1960
- «Стряпуха» А. Софронова, реж. П. Бойцов — Дарья Архиповна
- «Люблю… люблю» В. Масса, М. Червинского, реж. П. Бойцов — Клавдия, мать
- «Именем революции» М. Шатрова, реж. Д. Левин — Жена адвоката
- «Опасный возраст» С. Нариньяни, реж. А. Виленский-Боголюбов — Клавдия Фёдоровна
- «Власть тьмы» Л. Толстого, реж. Алексей Белолипецкий — Матрёна[комм. 4]

- «Без вины виноватые» А. Островского — Елена Кручинина, Арина Галчиха[4]
- «В поисках радости» В. Розова — Клавдия Васильевна[15]
- «Васса Железнова» М. Горького, реж. Александр Скибневский — Васса[16]
- «Егор Булычов и другие» М. Горького — Ксения[15]
- «Мои надежды» М. Шатрова — тётя Надя[15]
- «Мораль пани Дульской» Г. Запольской — Тадрахова[15]
- «Последний срок» В. Г. Распутина, реж. Евгений Вялков — старуха Анна[9]
- «Правда хорошо, а счастье лучше» А. Островского — Филицата[16]
- «Синие кони на красной траве» («Революционный этюд») М. Ф. Шатрова, реж. Юрий Кужелев — Клара Цеткин[9]
- «Тревога» А. Петрашкевича, реж. Евгений Вялков — Ульяна Юрская[15]
- «Цыган» по одноимённому роману А. Калинина — Лущилиха[4]

## Комментарии
1. ↑  Театральная школа с двухгодичным обучением открылась на Петроградской стороне, ул. Гатчинская, 22. Ученические спектакли устраивались на сцене Василеостровского театра.
2. ↑  Шиляева Роза Спиридоновна, старший научный сотрудник, впоследствии — заместитель директора Государственного архива Кировской области.
3. ↑  Источники сообщают и много других неточностей биографии Франжоли, возможно, повинны в этом не только Людмила Тимофеевна и её дочь О. Н. Матусевич, но и сами корреспонденты, пересказывавшие их рассказы. Так, дед Людмилы Афанасий Дмитриевич Франжоли называется прадедом, путается место смерти Андрея Франжоли, путается процесс ста девяноста трёх и дело первомартовцев.
4. ↑  Перечень ролей сезонов 1950—1960 приводится по материалам Светланы Степановны Вялковой, историографа Ирбитского драматического театра имени А. Н. Островского.